# Hélder (football, 1971)
 (août 2022).
Si vous disposez d'ouvrages ou d'articles de référence ou si vous connaissez des sites web de qualité traitant du thème abordé ici, merci de compléter l'article en donnant les références utiles à sa vérifiabilité et en les liant à la section « Notes et références ».
Pour les articles homonymes, voir Hélder.
Hélder Marino Rodrigues Cristóvão, dit Hélder, né le 21 mars 1971 à Luanda en Angola portugais, est un footballeur portugais, reconverti entraîneur.

## Biographie
Son unique saison au Paris-Saint Germain ne reste pas dans les mémoires, Cristóvão n'ayant pas brillé pas par ses performances. Il connaît toutefois une titularisation contre Chelsea lors du premier match de la campagne de Ligue des Champions 2004/2005, ainsi que la joie de marquer un but contre Istres depuis trentaine de mètres.
En juillet 2009, il devient entraîneur du club d'Estoril-Praia. Les mauvais résultats s'enchaînent et il est licencié le 28 septembre 2009.

## Carrière de joueur
| Saison        | Club                 | Division           | Championnat         | Coupe continentale   | Portugal              |
| ------------- | -------------------- | ------------------ | ------------------- | -------------------- | --------------------- |
| 1987-1988     | Monte Real           |                    |                     |                      |                       |
| 1989-1990     | Estoril-Praia        | Liga Sagres        | 25 matchs, 2 buts   |                      |                       |
| 1990-1991     | Estoril-Praia        | Liga Sagres        | 21 matchs, 1 but    |                      |                       |
| 1991-1992     | Estoril-Praia        | Liga Sagres        | 33 matchs, 3 buts   |                      | 1 match               |
| 1992-1993     | Benfica              | Liga Sagres        | 30 matchs, 2 buts   | C3 : 8 matchs        | 6 matchs, 1 but       |
| 1993-1994     | Benfica              | Liga Sagres        | 32 matchs, 2 buts   | C2 : 6 matchs        | 1 match               |
| 1994-1995     | Benfica              | Liga Sagres        | 21 matchs, 2 buts   | C1 : 7 matchs, 1 but | 4 matchs              |
| 1995-1996     | Benfica              | Liga Sagres        | 31 matchs, 2 buts   | C3 : 6 matchs        | 11 matchs, 1 but      |
| 1996-nov 1996 | Benfica              | Liga Sagres        | 10 matchs, 3 buts   | C2 : 4 matchs        | 3 matchs, 1 but       |
| nov 1996-1997 | Deportivo La Corogne | Liga               | 22 matchs           |                      | 4 matchs              |
| 1997-1998     | Deportivo La Corogne | Liga               | 15 matchs, 1 but    | C3 : 1 match         | 3 matchs              |
| 1998-1999     | Deportivo La Corogne | Liga               | 0 match             |                      |                       |
| 1999-2000     | Newcastle United     | Premier League     | 8 matchs, 1 but     |                      |                       |
| 2000-2001     | Deportivo La Corogne | Liga               | 21 matchs           | C1 : 3 matchs        | 2 matchs              |
| 2001-2002     | Deportivo La Corogne | Liga               | 9 matchs            | C1 : 2 matchs        |                       |
| 2002-2003     | Benfica              | Liga Sagres        | 21 matchs, 2 buts   |                      |                       |
| 2003-2004     | Benfica              | Liga Sagres        | 20 matchs           |                      |                       |
| 2004-2005     | Paris SG             | Ligue 1            | 16 matchs, 1 but    | C1 : 2 matchs        |                       |
| 2005-2006     | AEL Larissa          | Superleague Elláda | 9 matchs            |                      |                       |
| 1989-2006     | Total                |                    | 344 matchs, 22 buts | 39 matchs, 1 but     | 35 sélections, 3 buts |

## Palmarès

### En Club
- Champion du Portugal en 1994 avec le Benfica
- Vainqueur de la Coupe du Portugal en 1993, 1996 et en 2004 avec le Benfica
- Vice-Champion du Portugal en 1993, 1996, 2003 et en 2004 avec le Benfica
- Vice-Champion d'Espagne en 2001 et en 2002 avec le Deportivo La Corogne

### EnÉquipe du Portugal
- 35 sélections et 3 buts entre 1992 et 2001
- Participation au Championnat d'Europe des Nations en 1996 (1/4 de finaliste)
- Première sélection le 2 décembre 1992 contre la Hollande